# Registernämnden
Registernämnden var en svensk statlig myndighet som fanns 1 juli 1996 till 31 december 2007. Myndigheten skapades för att hantera tillstånd för utlämning av uppgifter ur vissa register som användes i sådan registerkontroll som utförs av Säkerhetspolisen. Myndigheten leddes av en ordförande.
Registernämndens uppgifter övertogs 1 januari 2008 av den då bildade Säkerhets- och integritetsskyddsnämnden.

## Ordförande
- 1 juli 1996-30 oktober 2003: Carl-Anton Spak
- 1 november 2003-30 september 2006: Anitha Bondestam
- 1 oktober 2006-31 december 2007: Anders Eriksson